# Rhaponticum exaltatum
Rhaponticum exaltatum là một loài thực vật có hoa trong họ Cúc. Loài này được (Willk.) Greuter mô tả khoa học đầu tiên năm 2003.